# Circus Busch-Roland

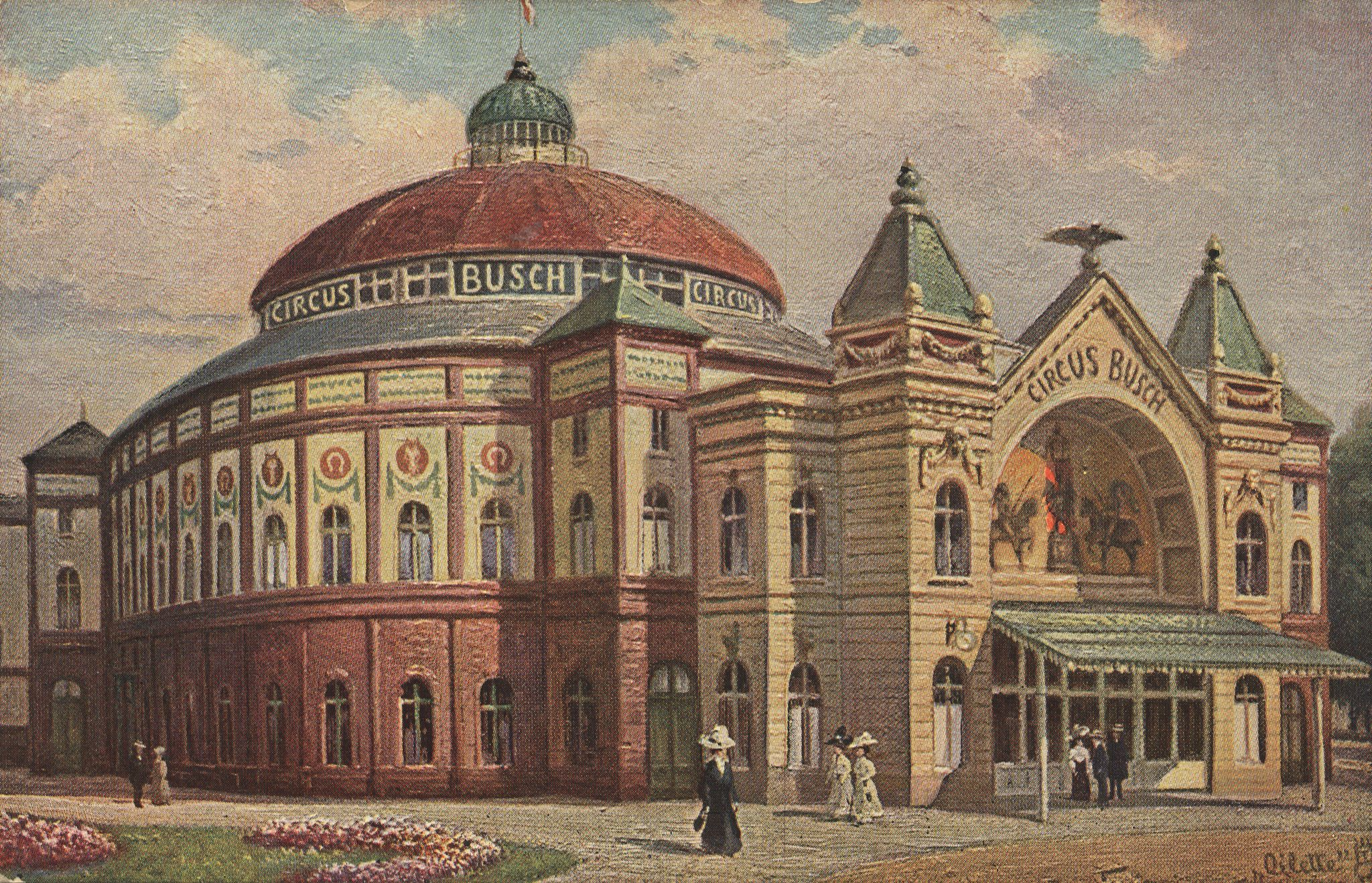
Der Busch-Bau in Berlin um 1900

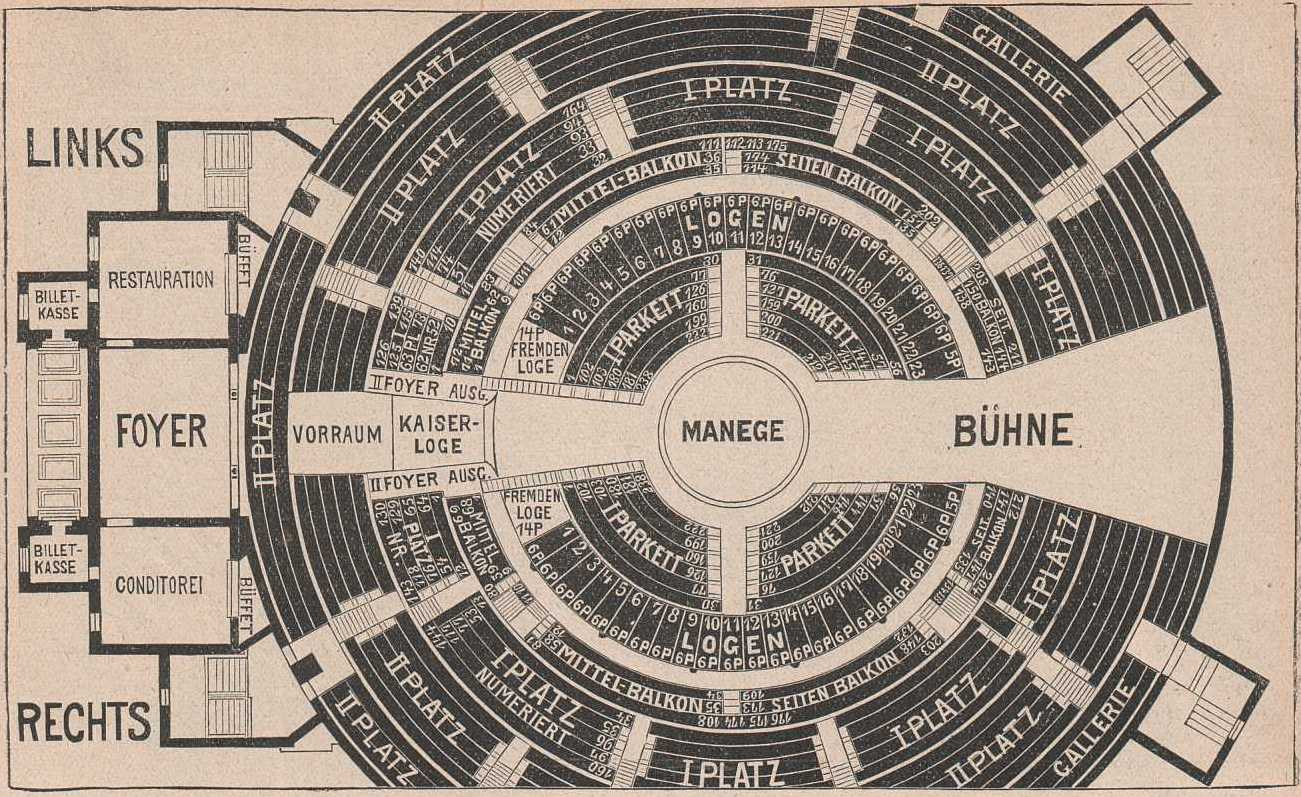
Bestuhlung in Berlin (1912)

Der Circus Busch, später Busch-Roland, ist ein deutscher Zirkus. Er wurde 1884 im dänischen Svendborg durch den gebürtigen Berliner Paul Vincenz Busch gegründet und in den 1920er und 1930er Jahren von seiner Tochter Paula Busch fortgeführt. 
Paul Busch ließ mehrere feste Zirkusbauten errichten. Unter anderem in Altona (Schilleroper, 1892), im Wiener Prater (1895) sowie in Breslau. 1895 eröffnet er in Berlin sein Stammhaus nach Entwürfen des Architekturbüros Blumberg & Schreiber. Der Rundbau in Berlin-Mitte befand sich auf einem dreieckigen Grundstück südlich der Stadtbahn zwischen Kleiner Präsidentenstraße bzw. Burgstraße und Spree (Lage). Dieses prächtige Zirkusgebäude verfügte über 4.300 Sitzplätze und wurde weltweit bekannt. 1908 trat hier auch der Entfesselungskünstler Harry Houdini auf. Am 10. November 1918 fand dort die Vollversammlung der etwa 3000 Berliner Arbeiter- und Soldatenräte statt, die von der Regierung des Rates der Volksbeauftragten bestätigt wurde und zur Kontrolle der Regierung den Vollzugsrat des Arbeiter- und Soldatenrates Groß-Berlin wählte.
1937 wurde das Gebäude wegen Straßenbegradigung der Burgstraße und Erweiterung des Blocks „Börse“ für den Bau von Reichszentralen verschiedener Wirtschaftsverbände abgerissen. Paula Busch hatte vergeblich versucht, durch Verhandlungen mit der Berliner Stadtverwaltung und Reichsstellen den Abriss zu verhindern. Hintergrund war auch die Rivalität zwischen Joseph Goebbels und Hermann Göring in Kulturfragen. Eine von Albert Speer auch finanziell geförderte Neuplanung eines festen Zirkusbaus in Berlin für den Circus Busch scheiterte am Beginn des Zweiten Weltkriegs.
Paula Busch versuchte, den Zirkus über das Kriegsende zu retten, in den 1950er Jahren neu aufzubauen und zu stabilisieren. 1952 feierte das Unternehmen in West-Berlin sein Comeback und reiste fortan mit einem Zirkuszelt durch Deutschland und Europa. 1963 geriet das Unternehmen in finanzielle Schwierigkeiten, die durch Fusion mit dem Circus Roland in Bremen gelöst wurden. Seitdem firmiert es unter dem Namen Circus Busch-Roland. Schwerpunkte seines Programmes sind Clownerie, Artistik und Tierdressuren. Der Circus Busch-Roland ist jedes Jahr beim großen Weihnachtscircus in Dresden zu Gast. Seit 2010 reiste der Circus Busch-Roland nicht mehr. Lediglich der Weihnachtscircus in Dresden wird (Stand 2018) weiterhin veranstaltet. Im Jahr 2024 ging der Circus wieder auf Tournee.
Der Zirkus Busch als Betriebsteil des Staatszirkus der DDR war nicht identisch und auch nicht verwandt mit dem hier behandelten Unternehmen des Paul Busch. Es gibt zurzeit in Deutschland weitere Zirkusse, die mit dem Namen „Busch“ firmieren, zum Beispiel Circus Carl Busch (Zweig Jacob Busch) sowie den Circus Paul Busch, der den Namen des Enkels von Paula Busch geliehen hat. Bei der von Busch errichteten Schilleroper in Hamburg handelt es sich um den letzten erhalten Zirkusbau des 19. Jahrhunderts in Deutschland. Das Gebäude ist vom Abriss bedroht (Stand 2023).